# Leoline Jenkins
Sir Leoline Jenkins (1625 - 1er septembre 1685) est un universitaire gallois, diplomate impliqué dans la négociation de traités internationaux, juriste et homme politique. Il est un avocat et juge à la Haute Cour de l'Amirauté de 1668 à 1685 . Il est secrétaire d'État de 1680 à 1684 .

## Biographie
Il est originaire de Llantrisant dans le sud du Pays de Galles, fils de Leoline (une anglicisation de Llewellyn) Jenkins, un petit propriétaire terrien. Lui-même parle couramment le gallois et aime à citer des proverbes gallois, parfois au grand étonnement de ses auditeurs. Il va à l'école dans la ville voisine de Cowbridge puis au Jesus College d'Oxford.

## Guerre civile et interrègne
Il combat du côté royaliste pendant la Première révolution anglaise. Après l'échec de la cause royaliste, il se retire à Glamorgan en 1648, et entre au service du royaliste gallois Sir John Aubrey, premier des baronnets Aubrey, à Llantrithyd, ainsi qu'auprès de ses deux plus précieux mécènes, Gilbert Sheldon, le futur Archevêque de Cantorbéry, et Sir Francis Mansell, le prédécesseur de Jenkins comme directeur du Jesus College. Il crée une petite école privée pour l'éducation du fils d'Aubrey et d'autres garçons locaux, mais elle est démantelée par le Parlement en 1651 comme un lieu de formation de potentiels traîtres. Il part avec ses élèves à Oxford, où il crée une autre école connue sous le nom de "Little Welsh Hall", mais en 1655, il est contraint de fuir vers le continent. À la restauration de Charles II, il devient membre du Jesus College et directeur à la retraite de Mansell l'année suivante.

## Restauration
En tant que directeur du Jesus College de 1661 à 1673, il est responsable de nombreux travaux de construction, notamment la bibliothèque du collège. Le poste est l'une des nombreuses récompenses qu'il reçoit du roi Charles II d'Angleterre pour sa fidélité à la cause royaliste pendant la guerre civile anglaise.

### Juge
En raison de son étroite amitié avec l'archevêque Sheldon, il est également créé juge, d'abord de la cour du consistoire de Westminster, puis de la Cour des arches et enfin de la Cour de l'amirauté . En tant que juge de la Cour d'amirauté, il remporte les éloges chaleureux de Samuel Pepys pour ses capacités et son intégrité, bien que Pepys ait été informé que sa nomination n'a pas été bien accueillie par les avocats de Doctors Commons . Il joue un rôle crucial dans le développement du droit de l'amirauté anglaise en tant qu'ensemble cohérent de principes juridiques.
Il est également expert en droit international. À la mort de la reine mère Henriette-Marie de France à Colombes en août 1669, Jenkins est envoyé à Paris pour faire valoir que la disposition de ses biens personnels est régie par la loi anglaise et non française et que la propriété passerait dans son intégralité à Charles II, plutôt qu'à sa sœur Henriette d'Angleterre, qui aurait été la bénéficiaire du droit français. Ses arguments sont couronnés de succès et à son retour en Angleterre, Charles le récompense avec un titre de chevalier.

### Diplomate
Il est l'un des commissaires nommés pour négocier l'Union avortée avec l'Écosse en 1669. Dans les années 1670, il passe une grande partie de son temps sur le continent engagé dans un certain nombre de missions diplomatiques. Il est notamment le principal représentant de l'Angleterre au Congrès de Nimègue (1676-1679) qui met fin à la guerre franco-néerlandaise, et pour un temps le seul représentant. Les critiques disent qu'il était "à l'agonie" de se retrouver avec la seule responsabilité de prendre des décisions. Certes, comme le gouvernement anglais l'a admis avec regret, Nimègue était "loin d'être une paix telle que Sa Majesté l'aurait souhaité"  bien que le résultat insatisfaisant soit dû en grande partie au ressentiment de l'ingérence anglaise de la part des représentants français et néerlandais au Congrès plutôt qu'à toute bévue de Jenkins .

## Secrétaire d'État
Jenkins est nommé conseiller privé en février 1680. Pendant la crise de l'Exclusion Bill, il s'oppose avec véhémence à l'exclusion et est un leader efficace du gouvernement aux Communes. Après l'échec de l'exclusion, il joue un rôle majeur dans la soi-disant " Tory Revenge", la campagne 1681- 1684 pour écraser l'opposition whig .
Il est secrétaire d'État du département du Nord du 26 avril 1680 au 2 février 1681 et secrétaire d'État du département du Sud du 2 février 1681 au 14 avril 1684. Ses principales réalisations législatives comprennent la rédaction du Statut des fraudes (29 Car. II c. 3) et le Statut des Distributions (22 & 23 Car. II, c. 10), traitant de l'héritage de biens personnels. Alors qu'il est secrétaire d'État, il est servi par l'avocat gallois (et ancien élève du Jesus College) Owen Wynne, qui est appelé "un des premiers exemples de fonctionnaire permanent" .
En tant que ministre, s'il n'esy pas connu pour son caractère brillant, il est travailleur et incorruptible. Bien que Gilbert Burnet le trouve "lourd et ennuyeux", il peut faire preuve d'un grand esprit et d'une grande détermination si nécessaire. Lors d'une réunion du Conseil privé en octobre 1681, Jenkins écrit à un collègue que certains des conseillers «étaient ravis de tomber sur moi» pour ne pas avoir partagé avec eux d'importants éléments de politique étrangère . Jenkins défend fermement la pratique de garder ces informations strictement confidentielles. Il fait valoir que les secrétaires d'État "n'étaient pas libres de porter une partie de leurs informations au Conseil, à moins que Sa Majesté ne l'ait expressément ordonné", et qu'il s'agissait d'une règle qu'il avait lui-même toujours suivie et par laquelle il était "indispensable". lié" .
En mauvaise santé, il se retire en 1684 dans sa maison de Hammersmith et y meurt l'année suivante. Il ne s'est jamais marié.
Il est considéré comme le deuxième fondateur de l'éminente Cowbridge Grammar School, réputée pour ses normes académiques auxquelles il a lui-même assisté. Il est enterré dans la chapelle du Jesus College, où il a auparavant été étudiant avant de devenir directeur, et à laquelle il lègue la majeure partie de sa succession .